# Селін Євген Геннадійович
Євге́н Генна́дійович Селі́н — солдат Збройних сил України.

## З життєпису
На фронті з початку травня 2014 року, з Майдану вирушив добровольцем, батальйон «Айдар».
Вереснем 2014-го приїздив у відпустку до Ковеля, де проживає його син.

## Нагороди
29 вересня 2014 року — за особисту мужність і героїзм, виявлені у захисті державного суверенітету та територіальної цілісності України, вірність військовій присязі під час російсько-української війни, відзначений — нагороджений орденом «За мужність» III ступеня.